# Antoine Jay

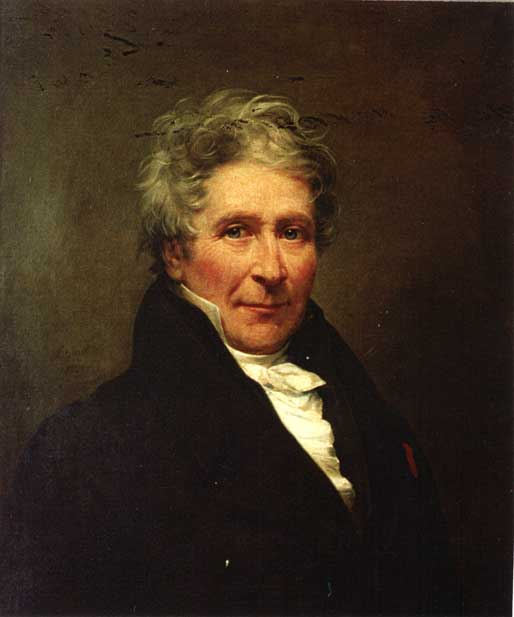
Antoine Jay.

Antoine Jay (* 20. Oktober 1770 bei Guîtres (Département Gironde); † 9. April 1854 in Courgeac) war ein französischer Schriftsteller, Jurist und Publizist.

## Leben und Wirken
Jay studierte die Rechte, wurde Advokat und unternahm 1795 eine Reise in die Vereinigten Staaten und nach Kanada. Seit dieser Zeit pflegte er eine Freundschaft mit Thomas Jefferson. Nach seiner Rückkehr 1802 übernahm er den Unterricht der Kinder des Ministers Joseph Fouché. Seine Lösung der von der französischen Akademie 1806 aufgegebenen Preisaufgabe: „Tableau littéraire du XVIII. siècle“ erhielt 1810 die Hälfte des zuerkannten Preises und sein „Éloge de Montaigne“ 1812 das Accessit. In diesem Jahr war er Hauptredakteur des Journal de Paris, auch gab er den „Glaneur“ oder „Essais de Nicolas Freeman“ heraus. 1813 erhielt er die Professur der Geschichte am Athenäum, und während der Herrschaft der Hundert Tage Napoleons war er für das Département Gironde Mitglied der Deputiertenkammer.

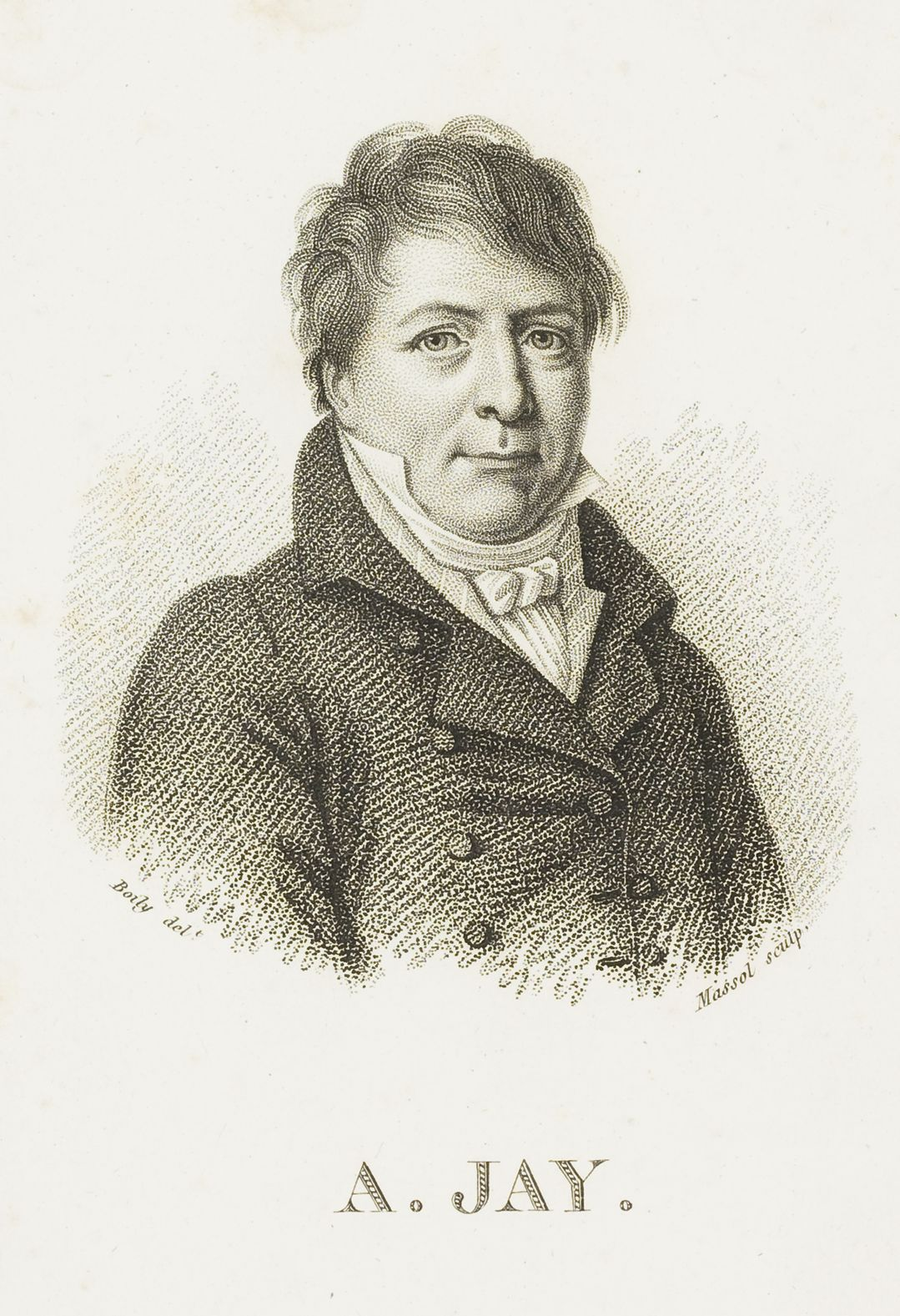
Antoine Jay (1770–1854)

Nach der zweiten Restauration gab er seine „Histoire du ministère du cardinal Richelieu“ (1815, 2 Bde.) heraus und nahm seitdem neben Étienne de Jouy teil an der Redaktion des „Constitutionnel“ und der von ihm 1818 gegründeten „Minerve“. Die liberale Tendenz der von ihm, Jouy, Antoine-Vincent Arnault und Norvins vertretenen „Biographie des contemporains“ zog ihm und Jouy eine Gefängnisstrafe in Sainte-Pélagie zu.
Während der Dauer derselben verfassten sie: „Les hermites en prison, ou consolations de Sainte-Pélagie“ (1823, 2 Bde.). Noch sind zu erwähnen seine „Œuvres littéraires“ (1831, 4 Bde.). Nach der Julirevolution wurde Jay zum Mitglied der Akademie der Wissenschaften und der Académie française gewählt. Er starb am 9. April 1854 in Courgeac.

## Werke
- Le Glaneur, ou Essais de Nicolas Freeman (1812)
- Les États-Unis et l’Angleterre, ou Souvenirs et réflexions d’un citoyen américain [William Lee], essais traduits sur le manuscrit de l’auteur (1814)
- Histoire du ministère du cardinal de Richelieu (2 volumes, 1815)
- Voyages dans la partie septentrionale du Brésil, depuis 1809 jusqu’en 1815, par Henri Koster, traduits de l’anglais (2 volumes, 1818)
- Recueil de pièces authentiques sur le captif de Sainte-Hélène, de mémoires et documents écrits ou dictés par l’empereur Napoleon ; suivis de lettres de MM. le grand-maréchal comte Bertrand, le comte Las Cases, le général baron Gourgaud, le général comte Montholon, les docteurs Warden, O’Meara et Autommarchi [sic], et plusieurs personnages de haute distinction (12 volumes, 1821-25)
- Salon d’Horace Vernet, analyse historique et pittoresque des 45 tableaux exposés chez lui en 1822 (En collaboration avec Étienne de Jouy, 1822)
- Les Hermites en prison, ou Consolations de Sainte-Pélagie (2 volumes en collaboration avec Étienne de Jouy, 1823)
- Les Hermites en liberté, pour faire suite aux « Hermites en prison » (4 volumes en collaboration avec Étienne de Jouy, 1824)
- La Conversion d’un romantique, manuscrit de Joseph Delorme, suivi de deux lettres sur la littérature du siècle et d’un essai sur l’éloquence politique en France (1830)
- Œuvres littéraires (4 volumes, 1831)
- La Piété filiale, ou Histoire de Pauline (1852)

Texte als PDF-Dateien:
- Tableau littéraire de la France pendant le XVIII siècle ; Éloge de Montaigne ; Précis historique sur la vie et les ouvrages de l’abbé Raynal (online)
- Considérations sur l’état politique de l’Europe, sur celui de la France, sur la censure et les élections, ou Supplément aux « Documens historiques » de M. Kératry (online)
- Conversion d’un romantique ; Essai sur l’éloquence politique en France (online)
- Essais sur les mœurs ; Mélanges de littérature (online)
- Nouvelles américaines ; Dialogue des morts ; Mélanges de littérature (online)